# Acanthodelta apiciplaga
Acanthodelta apiciplaga är en fjärilsart som beskrevs av Holland 1894. Acanthodelta apiciplaga ingår i släktet Acanthodelta och familjen nattflyn. Inga underarter finns listade i Catalogue of Life.